# ウエスト・コースト・ヒップホップ
ウエスト・コースト・ヒップホップ（West Coast hip hop）とは、ラップのジャンルの1つである。

## 概要
西海岸のラップは、ファンクを基調としたバウンス系のサウンドが多く、代表的なアーティストとしてはドクター・ドレ、スヌープ・ドッグ、2PACらがあげられる。

## 歴史
ラップ発祥の地としては東海岸がルーツと見られているが、西海岸でもアイス-Tらがデビューするはるか以前から、各種の音楽イベントが開かれていた。1980年代の誕生当時は、黒人の人権をラップしたハードコアなスタイルが多かったが、その後はドラッグ、セックス、女性、バイオレンス、警察への反発等をテーマにしたライムが増え、ギャングスタ・ラップが中心のスタイルへと移行した。西海岸シーンの先駆者は、ドクター・ドレーやアイス・キューブ等が在籍したヒップホップ・グループN.W.A.と見られている。その後、N.W.A.を脱退したドクター・ドレーのアルバム『Chronic』やスヌープ・ドッグの『Doggystyle』、が全米で大ヒットし、いわゆる「Gファンク」と呼ばれるムーブメントが1990年代に起きる。90年代前半に、ウエスト・コースト・ヒップホップは全盛期を迎えた。25才の若さで銃殺された2PACは、同シーンのレジェンド的存在となった。
2000年以降では、タイガ等が人気を獲得し、シーンの代表格となった。
日本でも2000年代に西海岸スタイルを取り入れたヒップホップの人気が拡大したとされる。Westside（西側）を意味するウェッサイというワードも誕生した。